# Pojewoń (gmina)
Pojewoń – dawna gmina wiejska istniejąca na przełomie XIX i XX wieku w guberni suwalskiej. Siedzibą władz gminy był Pojewoń.
Za Królestwa Polskiego gmina Pojewoń należała do powiatu wyłkowyskiego w guberni suwalskiej. 19 maja?/31 maja 1870 od gminy Pojewoń odłączono 4 wsie, które złożyły się na nowo utworzoną gminę Kopsodzie, natomiast do gminy Pojewoń przyłączono 2 wsie z gminy Kibarty. 
Po odzyskaniu niepodległości przez Polskę i Litwę powiat wyłkowyski na podstawie umowy suwalskiej wszedł 10 października 1920 w skład Litwy.